# Józef Emanuel Jankowski
Józef Emanuel Jankowski (ur. w 1790 w Miłobądzu, zm. 6 maja 1847 w Radomiu) – polski filozof, krakowski adwokat, profesor UJ. Był następcą Feliksa Jarońskiego, zaliczał się do zwolenników filozofii szkockiego zdrowego rozsądku, ale momentami nawiązywał do Kanta.
Opublikował między innymi: Krótki rys logiki wraz z iey historyą (1822), Rosprawa o niektórych różnicach jakie zachodzą między starożytną a póżnieyszych wieków filozofią (1825).
Został pochowany na cmentarzu Rakowickim w Krakowie.